# سد پناهکندی
سد پناهکندی مربوط به دوره ایلخانی است و در شهرستان ماکو، روستای پناه کندی واقع شده و این اثر در تاریخ ۱۷ اردیبهشت ۱۳۷۸ با شمارهٔ ثبت ۲۳۵۸ به‌عنوان یکی از آثار ملی ایران به ثبت رسیده است.